# Oxyopes bharatae
Espèce
Oxyopes bharatae est une espèce d'araignées aranéomorphes de la famille des Oxyopidae.

## Distribution
Cette espèce se rencontre en Inde et au Pakistan.

## Description
La femelle holotype mesure 10,0 mm.
Les mâles mesurent de 7,00 à 8,50 mm.

## Systématique et taxinomie
Cette espèce a été décrite par Gajbe en 1999.

## Publication originale
- Gajbe, 1999 : « Studies on some spiders of the family Oxyopidae (Araneae: Arachnida) from India. » Records of the Zoological Survey of India, vol. 97, no 3, p. 31-79 (texte intégral).